# Advance Australia Fair
Advance Australia Fair (en español: Avanza, Australia justa) es el himno nacional de Australia. Escrita por el compositor de origen escocés Peter Dodds McCormick, se interpretó por primera vez como canción patriótica en Australia en 1878. Sustituyó a «God Save the Queen» («Dios salve a la reina») como himno nacional oficial en 1974, tras una encuesta de opinión realizada en todo el país, aunque «God Save the Queen» se reinstauró en enero de 1976. Sin embargo, un plebiscito para elegir la canción nacional en 1977 prefirió «Advance Australia Fair», que a su vez fue reinstaurada como himno nacional en 1984.«God Save the Queen/King» pasó a conocerse como el himno real, y se utiliza en los compromisos públicos a los que asisten el rey o miembros de la familia real británica. La letra de la versión de 1984 de «Advance Australia Fair» se modificó con respecto a la original de McCormick y sus versos se redujeron de cuatro a dos. En enero de 2021, la letra volvió a modificarse.

## Letra
La letra de «Advance Australia Fair», modificada por el Consejo Nacional del Día de Australia se adoptó oficialmente en abril de 1984. La letra se actualizó el 1 de enero de 2021 en un intento de reconocer a los australianos indígenas, con la palabra «one» en el segunda línea reemplazando a la anterior «young». La letra es la siguiente:

| Letra en inglés Australians all let us rejoice For we are one and free We've golden soil and wealth for toil, Our home is girt by sea: Our land abounds in nature's gifts Of beauty rich and rare, In history's page let every stage Advance Australia Fair, In joyful strains then let us sing Advance Australia Fair.          | Letra en español Todos los australianos alegrémonos, Porque nosotros somos uno y libres; Tenemos un suelo dorado y la riqueza para el progreso, Nuestro hogar está ceñido por el mar; Nuestra tierra abunda en los dones de la naturaleza De una belleza rica y excepcional; En la página de la historia, en cada etapa ¡Avanza, justa Australia! En las cepas alegres déjennos cantar: ¡Avanza, justa Australia! |
| Beneath our radiant Southern Cross, We'll toil with hearts and hands, To make this Commonwealth of ours Renowned of all the lands, For those who've come across the seas We've boundless plains to share, With courage let us all combine To advance Australia fair. In joyful strains then let us sing, Advance Australia fair. | Bajo de nuestra radiante Cruz del Sur, Marcharemos con el corazón y las manos; Para hacer a la Mancomunidad nuestra, renombrada en todas las tierras; Para los que llegan de los mares Tenemos llanuras sin límites para compartir; Con coraje reunámonos Para avanzar, justa Australia. En las cepas alegres luego vamos a cantar ¡Avanza, justa Australia!                                                      |